# کوه دونسینان
کوه دونسینان (به انگلیسی: Dunsinane Mountain) یک کوه در ایالات متحده آمریکا است که در شهرستان هینزدیل، کلرادو واقع شده‌است. کوه دونسینان ۳٬۸۸۳٫۸۱ متر بالاتر از سطح دریا واقع شده‌است.